# كابينجامارانجي
كابينجامارانجي (Kapingamarangi) هي جزيرة مرجانية في الولايات الماكرونية المتحدة في المحيط الهادي. تقع في جنوب البلاد. عدد سكان كابينجامارانجي يقارب 700 نسمة.
إن الصناعة الرئيسية في الجزيرة هي صيد السمك. يتحدث سكان كابينجامارانجي اللغة الكابينجامارانجية، ولهجات بولنيسية.